# Maicao
Maicao är en kommun och stad i Colombia.   Den ligger i departementet La Guajira, i den norra delen av landet, 800 km norr om huvudstaden Bogotá. Antalet invånare i kommunen är 123 757. Arean är 1 782 kvadratkilometer.
Kommunen ligger nära gränsen till Venezuela och centralorten hade 92 797 invånare år 2008.